# Павонкув (станция)
Павонкув (пол. Pawonków) — железнодорожная станция в селе Павонкув в гмине Павонкув, в Силезском воеводстве Польши. Имеет 2 платформы и 2 пути.
Станция построена в 1894 году, когда село Павонкув (нем. Pawonkau, Павонкау) было в составе Германской империи.